# Enclaves serbes au Kosovo

Carte de la composition ethnique du Kosovo en 2005 selon l'OSCE montrant les zones peuplées de Serbes.

Les enclaves serbes au Kosovo sont les zones à majorité serbe situées au Kosovo, un territoire majoritairement peuplé de populations albanaises
- Les communes de Zvečan, Zubin Potok et Leposavić dans la partie nord du Kosovo non contrôlée par le gouvernement kosovar.
- La commune de Štrpce
- Novo Brdo
- Bassin de Binačko Pomoravlje aux alentours de Gnjilane et de Kosovska Kamenica  comprenant les villages serbes de Cernica, Parteš et Pasjane
- Gračanica  (Laplje Selo, Čaglavica, Ugljare, Preoce, Skulanevo, Batuse et Staro Gracko)
- Goraždevac
- Velika Hoča

Les Serbes forment une majorité relative dans d'autres villages tels Klokot (Binačko Pomoravlje) et Plemetina. À Peć les serbes sont majoritaires dans la zone de Belo Polje ainsi que dans d'autres parties de la ville telles Orahovac et Lipljan. De plus petites concentrations de Serbes sont présentes à Prizren, Gnjilane et Obilić.
Quelque 40 000 Serbes vivent dans le nord du Kosovo. les 40 000 Serbes qui peuplent le nord du Kosovo, dans une région minée par le chômage et a pauvreté. La grande majorité des salaires versés dans le secteur public est en partie payée par la Serbie. En retour les habitants sont enclins à voter pour la Liste serbe pour le Kosovo, un parti de droite financé par Belgrade.